# Combretum vendae
Combretum vendae là một loài thực vật có hoa trong họ Trâm bầu. Loài này được A.E.van Wyk mô tả khoa học đầu tiên năm 1984.